# دولار غوبريشت
دولار غوبريشت، هو عملة معدنية أمريكية سُكت من عام 1836 إلى عام 1839، وهو أول دولار فضي يُطرح للتداول من قبل دار سك العملة الأمريكية بعد توقف إنتاج هذه الفئة في عام 1806 (سًكت آخر دولارات فضية سابقة في عام 1804 ولكن مؤرخة في عام 1803). سُكت العملة بأعداد قليلة لتحديد ما إذا كان الدولار الفضي المعاد طرحه سيحظى باستقبال جيد من قبل الجمهور.

## خلفية

### 1804 دولار

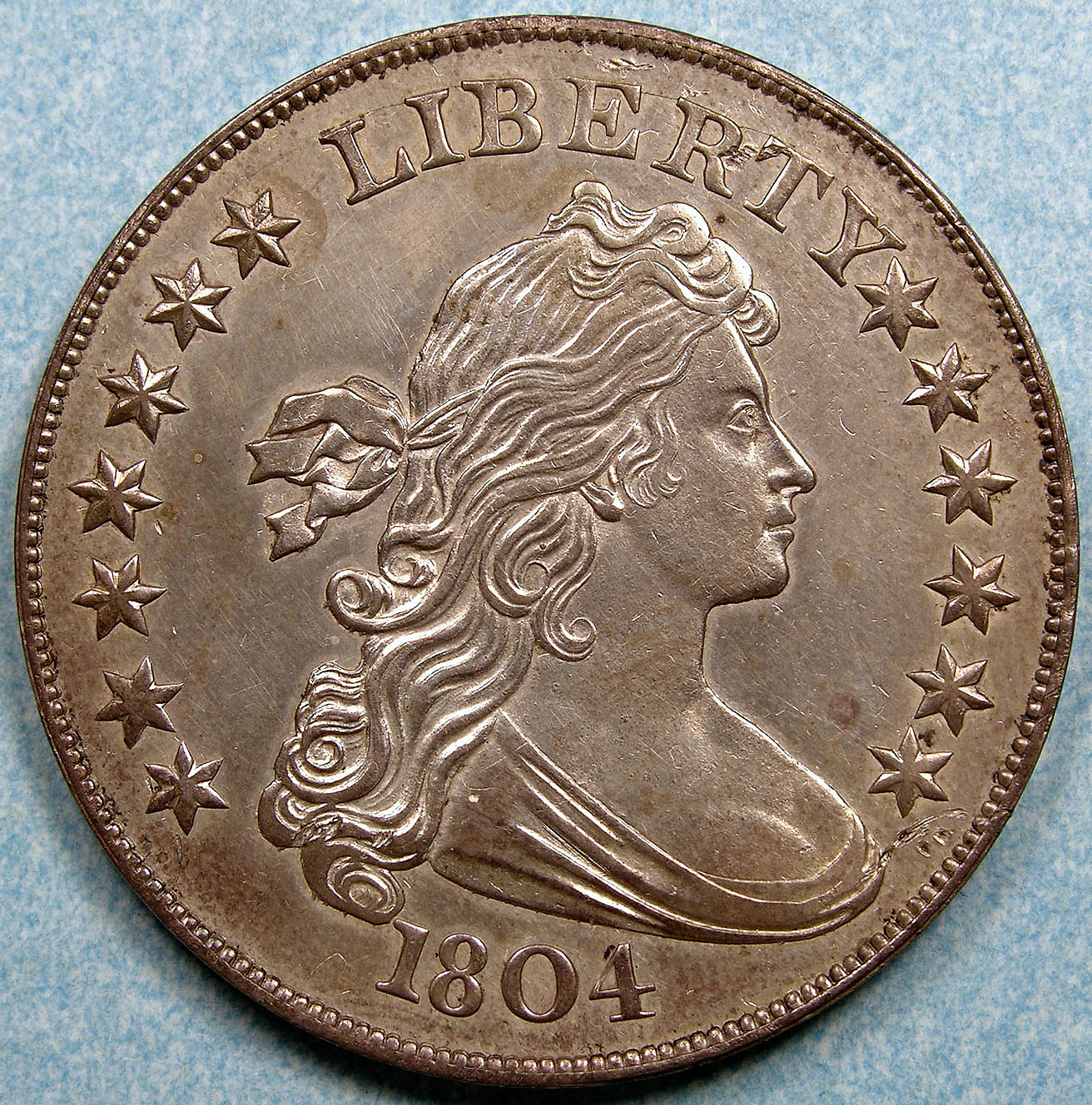
دولار 1804

سك أول دولار فضي ضربته دار سك العملة الأمريكية في عام 1794. وفي عام 1804، أنهت دار سك العملة بشكل غير رسمي إنتاج الدولارات الفضية لأن العديد من العملات المعدنية المنتجة منذ أن ضربت تلك الفئة لأول مرة في عام 1794 وصدرت لمحتواها الفضي إلى شرق آسيا، وخاصة كانتون (غوانجو الحديثة). وفي عام 1806، أصدر وزير الخارجية جيمس ماديسون أمرًا رسميًا بوقف سك العملات المعدنية. في عام 1831، لاحظ مدير دار سك العملة صامويل مور حدوث إقبال على العملات؛ بسبب شحنة كبيرة من الدولارات الإسبانية من كانتون إلى الولايات المتحدة. وفي وقت لاحق من ذلك العام، وحسب طلب مور، رفع الرئيس أندرو جاكسون الحظر.
لم يتخذ أي إجراء آخر حتى صيف عام 1834، عندما اقترح المسؤولون إعداد مجموعات العملات المعدنية كهدايا لكبار الشخصيات الآسيوية. وبعد فحص سجلات دار سك العملة، استنتج الموظفون بشكل غير صحيح أن آخر دولارات سكت كانت من نوع "Draped Bust" يعود تاريخها إلى عام 1804، لذلك اختاروا هذا التاريخ للعملات المعدنية. وحسب رأي مؤرخ العملات يشير آر دبليو جوليان الذي أشار إلى أن العملات المعدنية القديمة ضربت بأعداد قليلة جداً، وهذا الأمر سيغضب جامعي العملات عندما لا يتمكنون من الحصول على العملات المعدنية المؤرخة حديثًا، لذلك اختير تاريخ مختلف لها. من غير المعروف على وجه التحديد عدد عملات دولار 1804 التي سكت، على الرغم من وجود ثمانية منها.

### نسخ

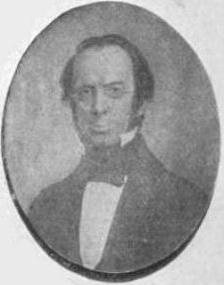
أنشأ جيمس روس سنودن عمليات إعادة ضبط للعملات النادرة.

بعد زيادة جمع العملات المعدنية بين الجمهور في منتصف القرن التاسع عشر، ظهر طلب كبير على العملات الأمريكية القديمة. بدأ مدير دار سك العملة جيمس روس سنودن في بيع نسخ احتياطية من دولارا غوبريشت وتداولها مقابل ميداليات نادرة (خاصة تلك التي تصور أو تتعلق بالرئيس السابق جورج واشنطن)، والتي أضيفت بعد ذلك إلى مجموعة العملات المعدنية في دار سك العملة، كانت تُعرف آنذاك باسم خزانة العملات المعدنية. ذهبت الأموال الناتجة عن بيع الضربات إلى شراء عناصر جديدة لخزانة العملات المعدنية. ومن المحتمل أن تكون الضربات التي أنشئت في عهد سنودن قد ضربت في عامي 1859 و1860، لكن هذه الممارسة توقفت إلى حد كبير بعد اندلاع فضيحة عامة؛ حيث كان موظفو دار سك العملة الآخرون يقومون بإنشاء وبيع نسخ من العملات المعدنية الأمريكية الحديثة لتحقيق أرباحهم الخاصة.

## فهرس
- Adams، Edgar Holmes؛ Woodin، William Hartman (1913). United States Pattern, Trial and Experimental Pieces. New York, NY: الجمعية الأمريكية لعلم العملات. مؤرشف من الأصل في 2021-05-04.
- Breen، Walter (1997). Walter Breen's Encyclopedia of U.S. and Colonial Proof Coins 1722–1977. Albertson, NY: F.C.I. Press. ISBN:978-0-930076-01-6.
- Julian، R.W. (1993). Bowers، Q. David (المحرر). Silver Dollars & Trade Dollars of the United States. Wolfeboro, New Hampshire: Bowers and Merena Galleries. ISBN:0-943161-48-7.
- Lange، David W. (2006). History of the United States Mint and its Coinage. Atlanta, Ga.: Whitman Publishing. ISBN:978-0-7948-1972-9.
- Taxay، Don (1983) [1966]. The U.S. Mint and Coinage (ط. reprint). New York, NY: Sanford J. Durst Numismatic Publications. ISBN:978-0-915262-68-7.
- Yeoman، R.S. (2010). A Guide Book of United States Coins (ط. 63rd). Atlanta, GA: Whitman Publishing. ISBN:978-0-7948-2767-0.

Online sources
- United States Congress (18 يناير 1837). "Act of January 18, 1837" (PDF). United States Mint. مؤرشف من الأصل (PDF) في 2012-09-20. اطلع عليه بتاريخ 2012-08-22.